# Списак борби НОВЈ у Славонији
Партизанска борбена дејства у Славонији су започета 1941. године вршењем саботажа на комуникацијама и нападима на мање сеоске посаде НДХ, ради заплене оружја, муниције и другог ратног материјала, да би у наредним годинама прерасла у оружане борбе ширих размера против окупатора и квислинга.

## Списак борби
| датум                                | место                                                                    | врста дејстава                                 | учесници | контекст                                              | резултат |
| ------------------------------------ | ------------------------------------------------------------------------ | ---------------------------------------------- | --- | ----------------------------------------------------- | --- |
| 16. октобар 1941.                    | Скендеровци (код Слав. Пожеге)                                           | напад на посаду насељеног места                | Псуњски партизански одред |                                                       | разоружане усташе у Скендеровцима |
| 12/13. новембра 1941.                | између Окучана и Рајића                                                  | минирана главна пруга Загреб-Београд           | Псуњски партизански одред |                                                       | уништено 17 вагона и локомотива, саобраћај обустављен 48 часова |
| 17. новембар 1941.                   | село Гај                                                                 | напад на општину                               | Псуњски партизански одред |                                                       | заплењено 12 пушака, 450 метака, 6 пиштоља и 37 бомби |
| 21. новембар 1941.                   | Слатински Дреновац                                                       | напад на општину                               | Папучко-крндијски партизански одред |                                                       | заплењено 9 пушака и 9.000 метака |
| 26. и 27. марта 1942.                | Беговача                                                                 | оштре борбе са усташама                        | 1. славонски партизански одред |                                                       | |
| 14. април 1942.                      | Пакрачка Пољана                                                          | напад на посаду насељеног места                | Први батаљон 1. славонског НОП одреда / усташе |                                                       | запаљена ткачница, срушена пруга и тт везе и заплењена велика количина платна и другог материјала. |
| 20. април 1942.                      | Доња Пиштана                                                             | напад на посаду насељеног места                | Делови 2. батаљона 1. славонског НОП одреда / усташе |                                                       | заплењено 20 пушака и 1 пиштољ, одржан митинг. |
| 24. април 1942.                      | планина Папук                                                            | напад усташа                                   | јединице 2. батаљона 1. славонског НОП одреда / усташе |                                                       | После једнодневне борбе напад одбијен; усташе претрпеле губитке од 25 мртвих. Заплењено је 5 пушака и 1 п. митраљез. |
| 29. април 1942.                      | На Јовановици (код Воћина)                                               | заседа на усташе                               | делови 2. батаљона 1. славонског НОП одреда / две чете усташа |                                                       | усташе претрпеле велике губитке. |
| 3. мај 1942.                         | рудник Церник (код Нове Градишке)                                        | саботажа                                       | делови 1. батаљона 1. славонског НОП одреда / две чете усташа |                                                       | запаљена и уништена сва постројења рудника; са рударима одржан митинг. |
| 5. мај 1942.                         | планина Псуњ                                                             | заседа на усташе                               | делови 1. батаљона 1. славонског НОП одреда / усташка колона |                                                       | усташки губици 13 мртвих и више рањених; заплењено 10 пушака, 1 п. митраљез 1 250 метака. |
| 5. мај 1942.                         | У селу Шпановици (код Пакраца)                                           | напад на усташе                                | делови 1. батаљона 1. славонског НОП одреда / усташка колона |                                                       | усташки губици 12 мртвих; заплењено 11 пушака и 1 п. митраљез. |
| 7. мај 1942.                         | Благодовац и Петрановци (код Дарувара)                                   | напад на посаду насељеног места                | делови 1. батаљона 1. славонског НОП одреда / жандарми |                                                       | заузета села; заплењено 12 пушака, 1 пиштољ и 250 метака. |
| 19. мај 1942.                        | Ладевац (код Окучана)                                                    | напад на посаду насељеног места                | делови 1. батаљона 1. славонског НОП одреда / фолксдојчери |                                                       | заплењена 41 пушка, 80 бомби и други ратни материјал. |
| 24. мај 1942.                        | војно стрелиште код Вировитице                                           | напад на стражу                                | делови 1. славонског НОП одреда / домобрани |                                                       | заплењено 1 п. митраљез, 10 пушака, 1250 метака, 8 бомби и други ратни материјал. |
| 27. мај 1942.                        | пруга Слатински Дреновац — Чачинци (код Подрав. Слатине)                 | напад на комуникације                          | делови 2. батаљона 1. славонског НОП одреда / усташе и жандарми |                                                       | заустављен те уништен воз, убијено 10 усташа и жандарма, заплењено 8 пушака и 2 пиштоља; са путницима одржан митинг. |
| 2. јун 1942.                         | Бучје (код Пакраца)                                                      | напад на посаду насељеног места                | делови Банијске пролетерске чете и једне чете 2. батаљона 1. славонског НОП одреда |                                                       | заузето непријатељско упориште; запаљене општинска и школска зграда у којима су били смештени непријатељски војници. |
| 2. јун 1942.                         | Звечево (код Воћина)                                                     | саботажа                                       | делови 2. батаљона 1. славонског НОП одреда |                                                       | уништена локомотива шумске железнице, шумска електрична централа, моторна дрезина и други материјал шумског предузећа. |
| 5. јун 1942.                         | Бастаје (код Дарувара)                                                   | напад на посаду насељеног места                | 2. батаљон 1. славонског НОП одреда / жандарми, усташе и немачки војници |                                                       | заузето после троћасовне борбе; непријатељ имао 37 мртвих, а партизани 1 мртвог и 1 рањеног; заплењено 43 пушке, 1200 метака, 4 радио-апарата, 10 војничких одела и други ратни материјал. |
| 5. јун 1942.                         | Окучани (код Нове Градишке)                                              | напад на посаду насељеног места                | јединице 1. славонског НОП одреда / фолксдојчери |                                                       | разоружана посада; заплењено 35 пушака. |
| 6. јун 1942.                         | Пољанска (код Слав. Пожеге)                                              | напад на посаду насељеног места                | Банијска пролетерска чета и један вод 2. батаљона 1. славонског НОП одреда / усташе |                                                       | савладана посада места; усташе имале 12 мртвих; заплењено 12 пушака и 950 метака. |
| 13. јун 1942.                        | Зденци (код Подрав. Слатине)                                             | напад на посаду насељеног места                | Делови 2. батаљона 1. славонског НОП одреда / домобрани |                                                       | савладана посада места; заплењено 10 пушака, 1 пиштољ, 3 бомбе и друга ратна опрема. |
| 16. јун 1942.                        | пруга Новска — с. Пујић                                                  | саботажа                                       | Делови 1. батаљона 1. славонског НОП одреда |                                                       | демолирана шумска пруга; уништени локомотива и вагони, спаљена грађа намењена за Немачку; са радницима одржан митинг. |
| 20. јун 1942.                        | ж. ст. Међурић (код Банове Јаруге)                                       | напад на посаду насељеног места, саботажа      | делови 1. батаљона 1. славонског НОП одреда / жандарми |                                                       | зграда станице спаљена, порушена железничка пруга Београд — Загреб, уништен транспортни воз (17 вагона и локомотива), због чега је саобраћај обустављен неколико дана. |
| 21. јун 1942.                        | у Бучком Каменском (код Слав. Пожеге)                                    | напад на посаду насељеног места                | Јединице 1. и 2. батаљона 1. славонског НОП одреда и делови Пролетерског батаљона Оперативног штаба НОП и ДВ за Бос. крајину / домобрани                                                                                           |                                                       | савладана посада места, заробљено 68 домобрана; заплењено 1 митраљез, 4 п. митраљеза и 106 пушака. |
| 23. јун 1942.                        | Бијела Стијена (код Липика)                                              | напад на посаду насељеног места                | делови 1. батаљона 1. славонског НОП одреда / усташе |                                                       | одбијен напад. |
| 26. јун 1942.                        | Крндија (код Ђакова)                                                     | напад на посаду железничког вијадукта          | 1. и 4. чета 1. батаљона 1. славонског НОП одреда |                                                       | одбијен напад; губици непријатеља око 30 мртвих и рањених, губици партизана 2 мртва и 2 рањена. |
| 26. јун 1942.                        | Код Бранежаца (близу Пакраца)                                            | напад усташа из с. Спановице                   | делови 1. батаљона 1. славонског НОП одреда и Банијска пролетерска чета / усташе |                                                       | одбијен напад непријатеља. |
| 29. јун 1942.                        | Дулавец (код Дарувара)                                                   | напад на посаду насељеног места                | 3. батаљон 1. славонског НОП одреда и делови Пролетерског батаљона Оперативног штаба НОП и ДВ за Бос. крајину / делови усташког Припремног батаљона, неколико жандарма и фолксдојчера                                              |                                                       | уништена електрична централа, жанд. и ж. ст. и општина; заплењено око 150 пушака и 4 п. митраљеза; напад обустављен због доласка појачања из Вировитице. |
| 1. јул 1942.                         | између Пакраца и Бадљевине                                               | саботажа                                       | делови 1. батаљона 1. славонског НОП одреда |                                                       | pорушене железничка pруга, тт везе у дужини од 4 км, 1 мост и ж. ст. |
| 3. јул 1942.                         | Липовљане (код Банове Јаруге)                                            | напад на посаду насељеног места                | јединице 1. батаљона 1. славонског НОП одреда и Банијске пролетерске чете / жандарми и усташе |                                                       | савладана посада места; запаљено ж. ст. и складиште на станици, жанд. ст. и општина; заплењено 15 пушака, 4. пиштоља, 1700 метака, неколико писаћих машина и други материјал. |
| 3. јул 1942.                         | код с. Ценкова (близу Ђакова)                                            | заседа                                         | делови 2. батаљона 1. славонског НОП одреда / домобранска колона |                                                       | губици домобрана 17 мртвих и рањених. |
| 11. јул 1942.                        | Сирач (код Дарувара)                                                     | напад на посаду насељеног места                | делови 1. славонског НОП одреда и Банијска пролетерска чета / усташе |                                                       | савладана посада места после седмочасовне жестоке борбе; непријатељ имао око 20 мртвих и рањених; заплењено 26 пушака, 600 метака и други ратни материјал. |
| 12. јул 1942.                        | Дулавец (код Дарувара)                                                   | напад на посаду насељеног места                | делови 3. батаљона 1. славонског НОП одреда / усташе |                                                       | савладана посада места; губици усташа око 60 мртвих и рањених; губици партизана 2 мртва и 5 рањених; заплењено 30 пушака, 4000 метака и друга ратна спрема. |
| 12. јул 1942.                        | Пушина (код Подрав. Слатине)                                             | напад на посаду насељеног места                | делови 3. батаљона 1. славонског НОП одреда / домобрани |                                                       | савладана посада места; заплењено 36 пушака и 2 п. митраљеза; одржан митинг са становништвом и заробљеним домобранима. |
| 22. јул 1942.                        | пруга Брезине — Бујавица (код Пакраца)                                   | саботажа                                       | делови 1. батаљона 1. славонског НОП одреда |                                                       | порушене ж. станица, пруга и тт везе у дужини 3.5 км; запаљене 4 зграде и фабрика плинова. |
| 24. јул 1942.                        | Газије (код Нашица)                                                      | напад на посаду насељеног места                | делови 2. батаљона 1. славонског НОП одреда / домобрани |                                                       | савладана и заробљена цела посада места; заплењена 31 пушка и 2 п. митраљеза. |
| 26. јул 1942.                        | код Лонџице (на прузи Нашице — Слав Пожега)                              | саботажа                                       | јединице 2. батаљона 1. славонског НОП одреда |                                                       | уништен непријатељски транспортни воз. |
| 9. август 1942.                      | Трапинско (код Вировитице)                                               | напад на посаду насељеног места                | делови 3. батаљона 1. славонског НОП одреда / домобрани |                                                       | заробљено 22 домобрана с наоружањем. |
| 12/13. август 1942.                  | Ораховица (код Нашица)                                                   | напад на посаду насељеног места                | делови 1. славонског НОП одреда / домобрани |                                                       | напад обустављен; заробљено 28 домобрана и 1 немачки војник; заплењено 34 пушке и доста муниције. |
| 14. август 1942.                     | код ж. ст. Вукосављевице (близу Вировитице)                              | напад на путнички воз                          | делови 3. батаљона 1. славонског НОП одреда / домобрани и усташе |                                                       | заробљено 37 домобрана и усташа с наоружањем. |
| 15. август 1942.                     | код Стојчиновца (близу Ђакова)                                           | напад на непријатељску колону                  | делови 1. славонског НОП одреда / усташе и домобрани |                                                       | непријатељска колона разбијена; непријатељ имао 73 мртва и преко 100 рањених. |
| 15/16. август 1942.                  | Слатински Дреновац (код Подрав. Слатине)                                 | напад на посаду насељеног места                | делови 1. славонског НОП одреда / домобрани |                                                       | савладана посада места; заплењено 24 пушке. |
| 20. август 1942.                     | Подгорача (код Нашица)                                                   | напад на посаду насељеног места                | 3. батаљон 2. славонског НОП одреда / домобрани |                                                       | савладана посада места; заплењено 42 пушке. |
| 27/28. август 1942.                  | Ђулавец (код Дарувара)                                                   | напад на посаду насељеног места                | Делови 1. и 2. славонског НОП одреда и Пролетерског батаљона Оперативног штаба НОП и ДВ за Бос. крајину и Банијска пролетерска чета / домобрани, Вермахт                                                                           |                                                       | савладана посада места после десеточасовне борбе; губици непријатеља око 40 мртвих и рањених; губици партизана 5 мртвих и 15 рањених; заробљено 31 домобран и 9 немачких војника; заплењено 48 пушака и 3 п. митраљеза. |
| 6. септембар 1942.                   | Гојло (код Кутине)                                                       | напад на посаду постројења петролејских извора | јединице 7. хрватске НО бригаде, Банијске пролетерске чете и Мославачког партизанског батаљона и делови 1. славонског НОП одреда и Крајишког пролетерског батаљона / домобрани, Вермахт                                            | Напад на Гојло 1942.                                  | савладана посада, уништена постројења; погинуо Ивица Бујић, народни херој; заробљено 81 домобран и 1 официр, 6 немачких војника и 1 подофицир; заплењено 112 пушака, 2 п. митраљеза, 1 митраљез и 10.000 метака. |
| 9. септембар 1942.                   | Уљаник (код Пакраца)                                                     | напад на посаду насељеног места                | делови 1. славонског НОП одреда и Банијска пролетерска чета / домобрани, жандарми и финанси |                                                       | савладана и разоружана посада. |
| 10. септембар 1942.                  | Млинско (код Бјеловара)                                                  | напад на посаду насељеног места                | Седма хрватска НО бригада, Мославачки партизански батаљон и деиови 1. славонског НОП одреда / Вермахт |                                                       | немачки губици око 30 војника; заплењено 30 пушака и друга опрема. |
| 11. септембар 1942.                  | код Херцеговца (на прузи Бјеловар — Гарешница)                           | напад на непријатељски транспортни воз         | делови 1. славонског НОП одреда и Банијска пролетерска чета |                                                       | спаљена локомотива, 17 вагона и 2 складишта; порушене пруга и тт везе на неколико места. |
| 11. септембар 1942.                  | Трупински гај (шума близу Херцеговца)                                    | напад на непријатеља                           | делови 7. хрватске НО бригаде / чета домобрана |                                                       | губици домобрана 4 мртва, 8 рањених и 13 заробљених војника. |
| 18. септембар 1942.                  | Клоштар, Питомача и рудник угља код Питомаче (близу Вировитице)          | напад на посаде места и рудник                 | Седма хрватска НО бригада, Мославачки партизански батаљон и делови 1. славонског НОП одреда и Пролетерског батаљона Оперативног штаба НОП и ДВ за Бос. крајину / домобрани и жандарми                                              |                                                       | запаљене ж. станице у Клоштару и Питомачи, општина и жандармеријска станица у Питомачи, постројења у руднику, 1 млин са 20 вагона жита, 2 локомотиве и 40 вагона; порушена железничка пруга; заплењено много санитетског материјала и велика сума новца. |
| 28. септембар 1942.                  | Грубишно Поље (код Вировитице)                                           | напад на посаду насељеног места                | 7. хрватска НО бригада и делови 1. славонског НОП одреда, Мославачког и Крајишког пролетерског батаљона и Банијске пролетерске чете / домобрани и усташе                                                                           |                                                       | делови места заузети, сем усташког дома и школе где се непријатељ задржао; заробљено 113 домобрана и усташа; заплењено 4 п. митраљеза, 145 пушака и 6000 метака; у борби погинуо пушкомитраљезац Перо Кецман Мукоња, народни херој. |
| 28/29. септембар 1942.               | Цаглић (код Пакраца)                                                     | напад на посаду насељеног места                | јединице 2. батаљона 1. славонског НОП одреда |                                                       | савладана посада места; запаљени сви објекти у којима се налазила домобранска посада, те општина и жанд. станица; заплењено 22 пушке, 3 сандука муниције, много војничких одела и друга опрема. |
| 5. октобар 1942.                     | Шпановица (код Пакраца)                                                  | напад на посаду насељеног места                | Седма хрватска НО бригада и делови 1. славонског НОП одреда и Мославачког партизанског батаљона / усташе |                                                       | савладана посада места; губици непријатеља око 160 мртвих и рањених, и исто толико заробљених; заплењено 100 пушака, 7 аутомата, 1 п. митраљез и много друге ратне опреме. |
| 6. октобар 1942.                     | у рејону Шпановице (код Пакраца)                                         |                                                | делови 1. славонског НОП одреда / Вермахт |                                                       | оборен немачки авион. |
| 10. и 11. октобар 1942.              | планина Билогора у рејону села Бијела — Борки                            | напад непријатељских снага                     | дијелови 1. и 2. славонског партизанског одреда (1. славонска бригада) и Крајишка пролетерска чета / делови домобранске 4. брдске бригаде                                                                                          | операција Бијела                                      | одбијен напад непријатеља након дводневних борби; непријатељски губици 13 рањених војника и официра; заплењено 7 пушака, 2 аутомата 1 1 топ. |
| 19. и 20. октобар 1942.              | Подвршко (код Нове Градишке)                                             | напад на посаду насељеног места                | јединице 1. славонске бригаде / усташе |                                                       | савладана посада места; погинуло 15, стријељано 8 усташа, погинула 3 борца. |
| У ноћи 21/22. октобра 1942.          | Велика Писаница                                                          | напад на посаду насељеног места                | Први батаљон 12. славонске бригаде и Мославачки партизански одред |                                                       | савладана посада места |
| 22/23. октобар 1942.                 | ж. ст. Брезине (на прузи Банова Јаруга — Пакрац)                         | напад на посаду насељеног места                | Други батаљон 1. славонског НОП одреда / домобрани |                                                       | савладана посада места; заплењено 14 пушака, 1 аутомат, око 1000 метака и 20 бомби. |
| У ноћи 23/24. октобра 1942.          | В. Грђевац (код Бјеловара)                                               | напад на посаду насељеног места                | Први батаљон 1. славонске бригаде и Мославачки партизански одред / домобрани и жандарми |                                                       | одбијен напад; губици партизана 10 или 12 мртвих и 6 рањених бораца; губици непријатеља 5 мртвих и 3 рањена. |
| 24/25. октобар 1942.                 | ж. ст. Добровац (на прузи Банова Јаруга — Пакрац)                        | напад на посаду насељеног места                | Други батаљон 1. славонског НОП одреда / домобрани |                                                       | савладана посада места; порушена ж. станица; заробљено 7 домобрана; заплењено 7 пушака, 9 бомби и друга опрема. |
| 25. октобар 1942.                    | ж. ст. Ратковица (на прузи Капела — Плетерница)                          | напад на посаду насељеног места                | делови 1. славонске бригаде |                                                       | савладана посада места; минирана пруга Нова Капела - Славонска Пожега, покидане телефонско-телеграфске линије; заробљено 16 домобрана; заплењено 32 пушке, 1 аутомат, око 1000 метака, 60 бомби и други материјал. |
| 26. октобар 1942.                    | Ловчић (близу Слав. Брода)                                               | напад непријатеља                              | јединице 1. славонске бригаде / две сатније 4. горског здруга 1. горске дивизије |                                                       | одбијен напад непријатеља после двочасовне борбе; велики губици усташа. |
| 28. октобар 1942.                    | Градиште (код Слав. Пожеге)                                              | напад непријатеља                              | 1. славонска бригада / фолксдојчерски батаљон »Принц Еуген« (под 741. пуком немачке 714. дивизије) уз подршку немачке авијације |                                                       | тежак пораз партизана, повлачење из села; обострано велики губици; оборен 1 непријатељски авион. |
| Ноћу 1 /2. новембар 1942.            | ж. ст. Лонџица (на прузи Батрина — Нашице)                               | напад на посаду насељеног места                | делови 1. славонске бригаде |                                                       | одбијен напад после шесточасовне борбе; запаљена ж. станица; порушена пруга и тт везе. |
| 2. новембар 1942.                    | Горњи Борци                                                              | напад непријатеља                              | један вод 1. чете 1. батаљона 12. славонске бригаде / 3 сатније 4. горског здруга, ојачане тенковима и артиљеријом |                                                       | одбијен напад непријатеља |
| 3. новембар 1942.                    | ж. ст. Међурић (између Банове Јаруге и Пакраца)                          | напад на посаду насељеног места                | делови 1. славонског НОП одреда |                                                       | савладана посада места. |
| 4. новембар 1942.                    | Спишић-Буковица (код Вировитице)                                         | напад на посаду насељеног места                | јединице 1. батаљона 1. славонске бригаде / жандарми и домобрани |                                                       | одбијен напад после једночасовне борбе. |
| 4/5. новембар 1942.                  | Нашице                                                                   | саботажа                                       | делови 1. славонске бригаде |                                                       | разрушени Нашички водовод и постројења око њега, преко 1000 м железничке пруге Нашице — Слав. Пожега и тт везе. |
| Ноћу 12/13. новембра 1942.           | Радловац                                                                 | напад на посаду насељеног места                | 12. славонска бригада / вод легионара |                                                       | одбијен напад |
| 15. новембар 1942.                   | Драгалић                                                                 | напад на посаду насељеног места                | делови 2. батаљона 1. славонског НОП одреда / домобрани и немачки војници |                                                       | савладана посада места; запаљена ж. ст. Драгалић (на прузи Београд — Загреб), уништена теретна композиција, зграда општине и пошта; заплењен ратни материјал. |
| 15/16. новембар 1942.                | Ћералије и ж. ст. Ријенци (код Подрав. Слатине)                          | напад на посаду насељеног места                | чета 3. батаљона и чета 2. батаљона 12. славонске бригаде / 60 домобрана i ustaša |                                                       | савладана посада места; порушена ж. станица, пруга и тт везе; запаљена зграда општине; заплењено 31 пушка, око 4000 метака, 50 шињела, храна и друга опрема. |
| 17. новембар 1942.                   | Стрмац (лечилиште код Нове Градишке)                                     | напад на посаду насељеног места                | јединице 2. батаљона 1. славонског НОП одреда / домобрани |                                                       | савладана посада места; заробљено 47 домобрана; заплењено 40 пушака, 11.000 метака, 2 аутомата и 1 п. митраљез. |
| 20. новембар 1942.                   | код Бучког Каменског (код Слав. Пожеги.)                                 | напад на непријатеља                           | јединице 12. славонске бригаде / домобрани и немачки војници |                                                       | губици непријатеља 102 мртва војника; заплењене 22 пушке, 2 п. митраљеза и 2 аутомата. |
| 20. новембар 1942.                   | Билогора                                                                 | напад непријатеља                              | 1. чета 1. батаљона 12. славонске бригаде |                                                       | одбијен напад непријатеља |
| 22. новембар 1942.                   | Велика                                                                   | напад на посаду насељеног места                | 12. славонска бригада |                                                       | савладана посада места |
| 23. новембар 1942.                   | Трнава (код Подравске Слатине)                                           | напад на посаду насељеног места                | други батаљон 2. славонског НОП одреда / усташе |                                                       | савладана посада места; заплењено 16 пушака, 2 пиштоља, 8 бомби и 860 метака; 3 усташе погинуле и 3 рањене. |
| 27. новембар 1942.                   | код ж. ст. Бујавица — Брезина (на прузи Банова Јаруга — Пакрац)          | напад на непријатељски транспортни воз         | 2. батаљон 1. славонског НОП одреда |                                                       | заплењено 120 пушака. 1 п. митраљез, 240 пари ципела и друга опрему. |
| 3. децембар 1942.                    | код Воћина                                                               | напад на непријатељски транспортни воз         | делови 1. славонске бригаде |                                                       | уништена локомотива и 4 вагона; убијено 6, рањено 2, заробљено 43 домобрана и жандарма; заплењено 2 митраљеза, 4 п. митраљеза, 2 аутомата. 36 пушака, 2 минобацача са 28 мина, 6000 метака и друга ратну опрему. |
| 6. децембар 1942.                    | Подравска Слатина                                                        | напад на посаду насељеног места                | 1. славонска бригада |                                                       | одбијен напад; заробљена 64 домобрана; заплењено 70 пушака, 3 аутомата, 8 п. митраљеза и 10.000 метака. |
| 9. децембар 1942.                    | ж. ст. Липовљане (код Новске)                                            | напад на посаду насељеног места                | Други батаљон 1. славонског НОП одреда / домобрани |                                                       | запаљена композиција теретног воза; заплењено 9 пушака, 2 аутомата, 1 писаћа машина и 2 шапирографа. |
| 10/11. децембар 1942.                | Пакрачка Пољана (код Банове Јаруге)                                      | напад на посаду насељеног места                | Други батаљон 1. славонског НОП одреда |                                                       | савладана посада места после петочасовне борбе; заробљено 18 домобрана и заплењено 45 пушака, 1 аутомат, 3 п. митраљеза и 4.800 метака. |
| 11/12. децембар 1942.                | Воћин                                                                    | напад на посаду насељеног места                | 1. славонска бригада / домобрани |                                                       | савладана посада места; заробљено 183 домобрана; заплењен 1 митраљез, 15 п. митраљеза, 8 аутомата, 190 пушака, 50.000 метака и друга ратна опрема. |
| 16/17. децембар 1942.                | између Бастаја и Ђулавеца                                                | саботажа                                       | 1. славонска бригада |                                                       | порушена пруга Банова Јаруга — Вировитица у дужини од 3 км и тт везе у дужини од 8 км; прекопан пут Воћин — Пивница и порушен 1 мост. |
| 19. децембар 1942.                   | између Банове Јаруге и Липика                                            | саботажа                                       | 1. славонски НОП одред |                                                       | порушена пруга и тт везе у дужини од 10 км. |
| 20. децембар 1942.                   | Ораховица (код Подрав Слатине)                                           | напад на посаду насељеног места                | 1. славонска бригада / усташе и домобрани |                                                       | савладана посада места; заробљено 70 домобрана и 10 усташа; заплењено 11 п. митраљеза, 120 пушака и 15.000 метака. |
| 25. децембар 1942.                   | Церник (код Нове Градишке)                                               | напад на посаду насељеног места                | 1. славонски НОП одред / усташе и домобрани |                                                       | одбијен напад после петочасовне борбе. |
| 26. децембар 1942.                   | Орљавац                                                                  | напад на посаду насељеног места                | 12. славонска бригада |                                                       | савладана посада места |
| 29. децембар 1942 — 3. јануар 1943.  | Орљавац                                                                  | одбрамбене борбе у Операцији Славонија         | 12. славонска бригада |                                                       | успешна одбрана |
| 5-11. јануар 1943.                   | Воћин (код Подрав. Слатине)                                              | напад на посаду насељеног места                | 12. славонска дивизија НОВЈ / домобрани и усташе |                                                       | савладана посада места после шестодневних борби; погинуло 116 а заробљено 226 домобрана и усташа; губици партизана 31 мртав и 75 рањених. |
| 22. јануар 1943.                     | Окучани                                                                  | напад на посаду насељеног места                | 12. славонска бригада | Напади НОВЈ на Окучане јануара 1943.                  | одбијен напад; комуникација разорена; непријатељ изгубио преко 100 војника, а 12. бригада имала је 28 погинулих и 47 рањених. |
| 26/27. јануар 1943.                  | Окучани, Г. Богичевци, Смртић и Модари (на прузи Нова Градишка — Новска) | напад на посаду насељеног места                | 12. славонска дивизија НОВЈ / усташе и домобрани | Напади НОВЈ на Окучане јануара 1943.                  | одбијен напад; порушена пруга између Рајића и Пакленице; губици непријатеља 3 погинула, 2 рањена и 1 заробљен, губици НОВЈ 2 мртва и 8 рањених. |
| 1-3. фебруар 1943.                   | Пакрац                                                                   | напад на посаду насељеног места                | 12. славонска дивизија НОВЈ / домобранска 1. брдска дивизија |                                                       | одбијен напад након тродневних борби; заробљено 25 домобрана; губици НОВЈ 14 мртвих и 39 рањених. |
| 11. фебруар 1943.                    | Лукач (код Вировитице)                                                   | напад на посаду насељеног места                | јединице 16 бригаде 12. славонске дивизије НОВЈ |                                                       | уништена ж. ст. и општинска зграда. |
| 11/12-13. фебруар 1943.              | Вировитица                                                               | напад на посаду насељеног места                | 12. славонска дивизија НОВЈ / домобрани и Вермахт |                                                       | одбијен напад након жестоких борби; заробљено 56 непријатељских војника; НОВЈ претрпела губитке од 54 мртва и 3 рањених; погинуо народни херој Стојан Комљеновић Чока. |
| 18/19. фебруар 1943.                 | Левањска Варош (код Ђакова)                                              | напад на посаду насељеног места                | јединице 18. бригаде 12. славонске дивизије НОВЈ |                                                       | савладана посада места; заробљено 37 усташа и жандарма; бригада имала 3 мртва и 2 рањена. |
| 19. фебруар 1943.                    | Велика Писаница (код Бјеловара)                                          | напад на посаду насељеног места                | јединице 12. и 17. бригаде 12. славонске дивизије НОВЈ / домобрани |                                                       | савладана посада али због пристиглих појачања места није заузето; уништена ж. ст; погинуло 11, рањено 17 и нестало 17 домобрана; јединице НОВЈ имале 4 мртва и 24 рањена. |
| 21. фебруар 1943.                    | између Левањске Вароши и Паучја (код Нашица)                             | напад на непријатеља                           | јединице 18. бригаде 12. славонске дивизије НОВЈ / 2. батаљон домобранског 4. пука и један немачки батаљон |                                                       | губици непријатеља 22 мртва и 28 заробљених; губици НОВЈ 1 мртав и 3 рањена. |
| 22-24. фебруар 1943.                 | Гарешница (код Дарувара)                                                 | напад на посаду насељеног места                | јединице 12. и 16. бригаде 12. славонске дивизије НОВЈ и Мославачког НОП одреда / делови 3. батаљона домобранске 1. брдске бригаде, месне усташе и жандарми                                                                        |                                                       | одбијен напад; губици непријатеља 20 мртвих, 50 рањених и 12 несталих; губици НОВЈ 26 мртвих и 67 рањених. |
| 27. фебруар 1943.                    | Диљ-планина                                                              | напад непријатеља                              | 18. бригада 12. славонске дивизије НОВЈ / око 9 усташко-домобранских батаљона и 1 немачки батаљон са дивизионом артиљерије |                                                       | повлачење бригаде на пл. Крндију. |
| 5. март 1943.                        | Љесковица (код Нашица)                                                   | напад на посаду насељеног места                | 18. бригада 12. славонске дивизије НОВЈ / домобрани |                                                       | савладана посада места; заробљено 61 домобрана; губици НОВЈ 1 мртав и 5 рањених. |
| 16. март 1943.                       | Велика (код Слав. Пожеге)                                                | напад на посаду насељеног места                | јединице 18. и 12. бригаде 12. славонске дивизије НОВЈ / делови домобранског 4. пука |                                                       | савладана посада места; губици непријатеља 24 мртва, 18 рањених и 111 заробљених; губици НОВЈ 6 мртвих и 17 рањених. |
| 16. март 1943.                       | Михаљевци (код Слав. Пожеге)                                             | саботажа                                       | 1. батаљон 12. бригаде 12. славонске дивизије НОВЈ / делови домобранског 4. пука |                                                       | запаљена фабрика шпиритуса. |
| 18/19. март 1943.                    | Ветово (код Слав. Пожеге)                                                | напад на посаду насељеног места                | јединице 12. и 18. бригаде 12. славонске дивизије НОВЈ / Вермахт |                                                       | савладана посада места; погинуло 20, а нестало 16 немачких војника. |
| 18/19. март 1943.                    | Кутјево (код Слав. Пожеге)                                               | напад на посаду насељеног места                | 17. бригада 12. славонске дивизије НОВЈ / домобрани |                                                       | савладана посада места; заробљено 21 домобрана. |
| 20. март - 31. март 1943.            | Пожешка котлина (планине Папук, Псуњ, Диљ и Крндија)                     | напад непријатеља, маневарска одбрана          | 12. славонска дивизија НОВЈ / јаке усташко-домобранске јединице и снаге немачке 187. резервне дивизије | Операција Браун, Операција Маргарита                  | НОВЈ се пробила из обруча; губици непријатеља 214 мртвих, 225 рањених и 342 нестала; губици НОВЈ 110 мртвих, 135 рањених и 120 несталих. |
| 24. март 1943.                       | Пушина (на пл. Папуку)                                                   | противнапад                                    | Дванаеста славонска дивизија НОВЈ / домобрански 4. пук. 2. батаљона домобранске Сремске бригаде и 4. инжињеријски батаљон | Операција Браун                                       | непријатељ разбијен у дводневним борбама. |
| 1. април 1943.                       | Вилић Село                                                               | напад на посаду насељеног места                | 12. славонска бригада |                                                       | савладана посада места |
| 8. април 1943.                       | Бучје (код Слав. Пожеге)                                                 | напад на посаду насељеног места                | 12. и 17. бригада 12. славонске дивизије НОВЈ / домобранска 4. брдска бригада |                                                       | савладана посада места; погинула 42, а рањено 60 домобрана; јединице НОВЈ имале 16 мртвих и 24 рањена. |
| 16. април 1943.                      | Шушњар (код Слав. Пожеге)                                                | напад на посаду насељеног места                | 12. и 17. бригада 12. славонске дивизије НОВЈ / домобранска Славонска бригада | Битка код Шушњара                                     | савладана посада места; погинуло преко 100, заробљено 583 домобрана и 10 официра; јединице НОВЈ имале 2 мртва и 7 рањених. |
| 5. мај 1943.                         | Капела (код Бјеловара)                                                   | напад на посаду насељеног места                | Калнички НОП одред |                                                       | савладана посада места; погинуло и рањено 7, а заробљено 31 домобран и 4 жандарма; одред имао 1 мртвог и 2 рањена. |
| 7-9. мај 1943.                       | Воћин (код Дарувара)                                                     | напад на посаду насељеног места                | 12. дивизија НОВЈ / 1. батаљон домобранске 1. брдске бригаде, плус усташко-немачка појачања |                                                       | савладана посада места после дводневних борби; погинуло 40, рањено 33 и заробљено 126 домобрана и 4 официра. НОВЈ имала 53 мртва и 165 рањених. |
| 16/17. мај 1943.                     | Носковци (код Подрав. Слатине)                                           | саботажа                                       | јединице 3. оперативне зоне НОВ и ПО Хрватске |                                                       | запаљена ж. ст. и уништени локомотива и вагони који су се ту затекли. |
| 22/23. мај 1943.                     | Кончаница (код Дарувара)                                                 | напад на посаду насељеног места                | јединице 17. бригаде 10. дивизије НОВЈ |                                                       | савладана посада места; убијене 2, а рањене 3 усташе; губици НОВЈ 2 мртва и 1 рањен. |
| 24/25. мај 1943.                     | пруга Дарувар — Ђулавец                                                  | саботажа                                       | јединице 17. бригаде 10. дивизије НОВЈ |                                                       | минирана пруга, оштећен немачки оклопни воз, погинуло 7 војника из немачке 187. резервне дивизије. |
| 28. мај 1943.                        | Славонска Пожега                                                         | напад на посаду насељеног места                | 12. славонска бригада |                                                       | одбијен напад |
| 28. мај 1943.                        | Кутјево                                                                  | напад на посаду насељеног места                | 12. славонска бригада |                                                       | савладана посада места |
| 29. мај 1943.                        | Феровац, Бектеж, Мајур, Кула, Кутјево (код Слав. Пожеге)                 | напад на посаде насељених места                | 12. славонска дивизија НОВЈ / 16. усташки батаљон |                                                       | савладане посаде места; погинуле 72 усташе, јединице 12. дивизије имале 20 мртвих и 53 рањена. |
| 31. мај 1943.                        | Цаглин, Љесковица и Дарковац (код Слав. Пожеге)                          | напад на посаде насељених места                | 12. бригада 12. дивизије НОВЈ и 17. бригада 10. дивизије НОВЈ / домобрани |                                                       | савладане посаде места; заробљено 206 домобрана и 3 официра, губици НОВЈ 1 мртав и 5 рањених. |
| 4. јун 1943.                         | Нашице                                                                   | напад на посаду насељеног места                | 12. славонска бригада |                                                       | одбијен напад; уништено 50 жандарма, заробљено 190 непријатељевих војника и заплијењено 214 пушака, 5 пушкомитраљеза, 1 минобацач и доста ратне опреме. Бригада је имала 16 погинулих и 28 рањених бораца. |
| 13. јун 1943.                        | Сирач                                                                    | напад на посаду насељеног места                | 12. славонска бригада |                                                       | савладана посада места; губици непријатеља процјењени су на око 35-40 погинулих и око 80 рањених. Бригада је имала 3 погинула и 25 рањених. |
| 7. јули 1943.                        | Јалковец                                                                 | напад на посаду насељеног места                | 12. славонска бригада |                                                       | савладана посада места |
| 9. јули 1943.                        | пл. Псуњ, пл. Папук и Пожешка котлина                                    | напад непријатеља на слободну територију       | Штаб 2. хрватвског корпуса НОВЈ, Штаб 10. дивизије НОВЈ и 17. ударна бригада / делови немачке 187. резервне дивизје, 1. и 4. бригаде домобранске 1. брдске дивизије 1 домобранског 4, 5. брдског и 6. пука и један усташки батаљон | чишћење Славоније                                     | повлачење НОВЈ у Банију. |
| 9-10. јули 1943.                     | Било-гора                                                                | напад непријатеља                              | 12. славонска дивизија / 54. пук немачке 100. ловачке дивизије, два батаљона за обуку из Бјеловара и Сл. Брода, неколико усташко-домобранских батаљона и немачке и усташке полицијске јединице                                     | чишћење Било-горе                                     | губици непријатеља нису утврђени; НОВЈ имала 12 мртвих и 37 рањених. |
| 12. јули 1943.                       | Затвор Лепоглава                                                         | напад на посаду насељеног места                | 12. славонска бригада |                                                       | савладана посада места; убијено 17, заробљено 125 непријатеља. Заплијењено 140 пушака, 4 тешка митраљеза и 2 аутомата. Заплијењено је неколико вагона брашна, шећера, соли. Губици партизана: 5 погинулих и 13 теже рањених бораца. Ослобођено је 250 политичких осуђеника, међу којима око 90 чланова КПЈ. |
| 13. јули 1943.                       | између Ђулавеца и Пивнице (на путу Вировитица — Дарувар)                 | битка                                          | 18. бригада 12. дивизије НОВЈ / делови 54. пука немачке 100. ловачке дивизије. |                                                       | погинуло 36, заробљена 22 немачка војника; Бригада имала 16 мртвих и 19 рањених. |
| 14. јули - 21. јули 1943.            | у рејону села Миховљана, Камешнице, Жимбриноваца и Дедине                | маневарска одбрана                             | 12. славонска бригада | Операција Вараждин                                    | |
| 20. јули - 21. јули 1943.            | код Царевдара                                                            | пробој из обруча                               | 12. славонска бригада | Операција Вараждин                                    | |
| 18. август 1943.                     | Мали и Велики Бастаји                                                    | напад на посаду насељеног места                | 12. славонска бригада |                                                       | савладана посада места |
| 23. август 1943.                     | пруга Пакрац - Дарувар                                                   | напад на непријатељску посаду                  | 12. славонска бригада |                                                       | савладана посада; порушен жељезнички вијадукт. |
| 13. и 14. септембар 1943.            | Старо Петрово село, Врбова и Били Бриг                                   | напад на посаду насељеног места                | 12. славонска бригада |                                                       | одбијен напад |
| 19. септембар 1943.                  | Миоковићево                                                              | напад на посаду насељеног места                | 12. славонска бригада |                                                       | савладана посада места |
| 25. септембар 1943.                  | пл. Диљ и Крндија                                                        | напад непријатеља                              | 12. дивизија НОВЈ и Диљски НОП одред / делови немачке 187. резервне дивизије и 2. усташке бригаде | уништење партизана и обезбеђења саобраћаја на пругама | после петодневних борби одбијен напад; партизани имали 32 мртва и нестала и 89 рањених. |
| 2. октобар 1943.                     | Чачинци                                                                  | напад на посаду насељеног места                | 12. славонска бригада |                                                       | савладана посада места |
| 12. октобар 1943.                    | Пакрац                                                                   | напад на посаду насељеног места                | 12. славонска бригада |                                                       | одбијен напад; уништено 70 непријатељевих војника, а 3 заробљена. Заплењено: 1 тешки митраљез, 1 пушкомитраљез, 2 аутомата и 5 пушака. Губици Бригаде: 6 погинулих, 16 рањених и 5 несталих бораца. |
| 1. јануар 1944.                      | Драговци (код Славонске Пожеге)                                          | напад на посаду насељеног места                | Диљски партизански одред |                                                       | савладана посада места |
| 16. мај 1944.                        | пруга Загреб - Београд                                                   | засједа непријатеља                            | 12. славонска бригада |                                                       | успешан пробој бригаде; бригада је имала 3 погинула, 8 рањених и 20 несталих бораца. |
| 24. и 25. мај 1944.                  | планина Диљ                                                              | напад непријатеља                              | 12. славонска дивизија / дијелови 1. козачке коњичке дивизије и 4. домобранске бригаде |                                                       | извршен пробој; губици 12. дивизије 48 погинулих и рањених бораца; 12. бригада имала 10 погинулих и рањених бораца; убијено 70 козака. |
| 1-11. јун 1944.                      | пруга Загреб-Београд                                                     | серија саботажа                                | 12. славонска дивизија |                                                       | срушено је 6 транспортних возова и 1 оклопни воз, уништене 3 локомотиве и више вагона, срушена 2 жељезничка моста, пруга пресјечена на 167 мјеста, порушено 250 ТТ-стубова и уништене ТТ-везе; саобраћај обустављен укупно 50 сати. |
| 20. јун 1944.                        | Подгорач                                                                 | напад на посаду насељеног места                | 12. славонска бригада / 500 њемачких фелџандарма | Напад на Подгорач 1944.                               | савладана посада места; губици Немаца: 361 убијен и 101 заробљен; губици партизана: 9 погинулих и 28 рањено. |
| 24. јун 1944.                        | Крндија                                                                  | напад на посаду насељеног места                | 12. славонска бригада / око 200 фелџандарма и 150 фолксдојчера |                                                       | напад одбијен; губици непријатеља око 110 погинулих; губици Осјечке бригаде 37 погинулих и 54 рањена. |
| 1. јул 1944.                         | код Ченкова и Слободне Власти                                            | битка                                          | 12. славонска бригада / 3000 козака | борбе за одбрану жетве                                | партизанска победа; губици партизана: 8 погинулих и 37 рањених; губици козака 182 убијена; заплијењено 7 запрежних кола пуних опљачкане робе од становништва, 18200 метака, 11 пушака, 48 ручних бомби, 25 коња. |
| 12-13. јула 1944.                    | Пожешка котлина                                                          | битка                                          | 12. славонска бригада / козаци и усташе | борбе за одбрану жетве                                | партизанска победа; убијено 69 козака и 7 усташа, број рањених непознат; губици Бригаде: 10 погинулих, 32 рањено и 5 нестало. |
| 16. јули 1944.                       | Бизовац код Осијека                                                      | напад на посаду насељеног места                | 18. славонска бригада ојачана четом 12. бригаде / 60 њемачких војника, око 100 фолксдојчера и 7 жандарма |                                                       | заузет читав Бизовац осим жандармеријске станице; 18. бригада имала 9 погинулих и 17 рањених; уништено 122 непријатеља, а 14 заробљено. |
| 17. јул 1944.                        | Пожешка котлина                                                          | битка                                          | 12. славонска бригада и Осјечка бригада / око 2000 козака и Нијемаца | борбе за одбрану жетве                                | партизанска победа; убијено 70 козака и Нијемаца, 3 заробљена; заплијењена 2 лака њемачка митраљеза, 2 полуаутоматске пушке, 10 пушака, 3 аутомата, 4500 метака, 40 мина за минобацач и 20 ручних бомби; губици НОВЈ: 8 погинулих и 44 рањена. |
| 24-25. јула 1944.                    | пруга између Банове Јаруге и Липовљана                                   | напад на посаду насељеног места                | 12. славонска бригада / Вермахт | обезбјеђивање транспорта пшенице                      | партизанска победа; ликвидиран бункер код Липовљана са 20 њемачких војника и њемачка посада од 240 војника у упоришту Липовљани; омогућен прелаз транспорта преко главне жељезничке пруге. |
| 2. август 1944.                      | Бадљевина                                                                | напад на посаду насељеног места                | Осјечка бригада ојачана Јуришном четом 12. славонске бригаде / 1 стожерна сатнија 4. горског здруга снага НДХ |                                                       | савладана посада места; губици снага НДХ: 41 убијен, 25 рањених и 78 заробљених; заплијењено: 8 пушкомитраљеза, 60 пушака, 8 аутомата, 21.050 метака, 41 ручна бомба, 14 противтенковских нагазних мина, 1 радио-станица, 2 телефона. |
| 10. август 1944.                     | Кончаница                                                                | напад на посаду насељеног места                | 12. славонска бригада |                                                       | савладана посада места; предало се 65 домобрана и 4 њемачка војника; заплијењено 6 пушкомитраљеза, 2 лака минобацача, 8 аутомата, 40 пушака, 4 пиштоља, 24.000 метака и 60 мина за минобацач. |
| 14. август 1944.                     | сектор Марковац, Пакрани, Сирач и Бијела                                 | битка                                          | 12. славонска бригада, Осјечка бригада и Чехословачка бригада / један козачки коњички пук и 5 бојни НДХ |                                                       | губици НДХ: око 73 погинулих, међу којима и један њемачки официр, и око 100 рањених; губици 12. бригаде: 11 погинулих, 26 рањених, 1 заробљен, 4 нестала. |
| 18. август 1944.                     | Грубишно Поље                                                            | напад на посаду насељеног места                | 12. славонска бригада, Осјечка и Чехословачка бригада / 2. бојна 4. горске пуковније 4. горског здруга ХОС |                                                       | савладана посада места; Грубишно Поље дефинитивно ослобођено; губици ХОС: 62 погинула, 53 рањена и 193 заробљена; губици 12. бригаде: 3 погинула и 26 рањених (према домобранском извештају „комунисти су имали преко 300 мртвих"); заплијењено 2 топа са 800 граната, 16 пушкомитраљеза и митраљеза, 2 минобацача, 22 аутомата, 171 пушка, 14 пиштоља, 17500 метака, 1 радио-станица, 3 мотоцикла и веће количине разне ратне опреме. |
| 22. август 1944.                     | Грубишно Поље                                                            | противнапад непријатеља                        | 12. славонска бригада, јединице 40. дивизије, Чехословачка бригада и Даруварски партизански одред / козаци и усташе |                                                       | противнапад одбијен; губици непријатеља 90 погинулих; губици 12. бригаде: 9 погинулих, 24 рањена и 16 несталих (већином бивши домобрани). |
| 5. септембар 1944.                   | Славонска Пожега                                                         | напад на посаду насељеног места                | 12. славонска бригада / снаге НДХ |                                                       | савладана посада места; губици НДХ: 41 погинуо, 56 рањено и 440 заробљено; губици НОВЈ: 25 избачених из строја; погинуо командант 12. славонске дивизије Никола Демоња, заплењено 260 пушака, 10 пушкомитраљеза и митраљеза, 25.000 метака и 112 ручних бомби. |
| 13. септембар 1944.                  | околина Ђакова                                                           | напад непријатеља                              | 2 чете 2. батаљона 12. славонске бригаде / тенковска колона и пешадија Вермахта |                                                       | повлачење НОВЈ; губици Вермахта 49 погинулих и 65 рањених; губици НОВЈ: 10 погинуло, 37 рањено и 7 нестало. |
| 25. септембар 1944.                  | Чађавица                                                                 | напад на посаду насељеног места                | 12. славонска бригада уз подршку 2 тенка / 3 сатније 18. усташке бојне |                                                       | савладана посада места; погинуле 43 усташе, 1 заробљен; губици 12. бригаде: 7 погинулих, 6 рањених и 16 несталих; заплењено 1 тешки митраљез, 1 пушкомитраљез и 6570 метака. |
| 27. септембар 1944.                  | околина Чађавице                                                         | напад непријатеља                              | 12. славонска бригада и Чехословачка бригада / 800 усташа и Нијемаца, уз подршку тенкова, 10 топова и 3 авиона |                                                       | одбијен напад; губици непријатеља: 58 погинулих и више рањених; 12. бригада: 7 погинулих и 13 рањених. |
| 28. септембар 1944.                  | Грубишно Поље (близу Дарувара)                                           | заплена                                        | славонски партизани |                                                       | заплењен непријатељски авион који се присилно спустио.<реф наме="ХРОНОЛОГИЈА"/> |
| 5. октобар 1944.                     | Вировитица                                                               | напад на посаду насељеног места                | 12. славонска бригада и Осјечка бригада / 883 домобрана, 420 усташа, 61 жандарм |                                                       | савладана посада места; непријатељеви губици: 746 погинулих а 200 заробљених; губици партизана: 36 погинуло, 189 рањено и 5 нестало; заплијењено: 602 пушке, 26 пушкомитраљеза и митраљеза, 9 минобацача, 7 противтенковских пушака, 9 топова, 642 ручне бомбе, 331 артиљеријска граната, 44 мине за минобацаче, 110.000 метака, 16 коња и велике количине ратног материјала и хране.                                                  |
| 11. октобар 1944.                    | Ђурђевац                                                                 | напад на посаду насељеног места                | по 3 батаљона из 12. бригаде и Осјечке бригаде / око 1000 усташа 20. и 37. усташке бојне 5. стајаћег здруга |                                                       | савладана посада места; заплијењена 4 топа, 12 пушкомитраљеза и митраљеза, 70 пушака, 6 камиона и 5 аутобуса. |
| 13-17. октобар 1944.                 | Копривница                                                               | напад на посаду насељеног места                | 5 дивизија НОВЈ јачине око 17-18.000 бораца (12. и 40. дивизија 6. корпуса, 32. и 33. дивизија 10. корпуса и 7. банијска дивизија) / око 9000 усташа                                                                               | Битка за Копривницу 1944.                             | одбијен напад; губици НОВЈ: преко 400 погинулих и 800 рањених; |
| 8. новембар 1944.                    | Старо Топоље                                                             | напад на посаду насељеног места                | 12. славонска бригада / 600 Нијемаца |                                                       | одбијен напад; главна жељезничка пруга пресјечена на 47 мјеста; непријатељ имао 38 погинулих и 50 рањених; 12. бригада имала 4 погинула и преко 70 рањених, од чега су неки касније подлегли у болници. |
| 13. новембар 1944.                   | Пишкоревци                                                               | напад на посаду насељеног места                | Осјечка бригада / око 600 Немаца |                                                       | савладана посада места; уништено 365 непријатеља, 26 подофицира и 8 официра; погинуо командант бригаде Миливоје Бабац; заплењено 29 пушкомитраљеза и митраљеза, 260 пушака, 6 аутомата, 200.000 метака, 85 коња и 58 кола ратног материјала. |
| 17-24. новембар 1944.                | Нашице                                                                   | напад на посаду насељеног места                | славонске јединице НОВЈ / Вермахт | Битка за Нашице 1944.                                 | одбијен напад; губици непријатеља: око 900 погинулих и 600 рањених; губици НОВЈ: 156 погинулих и 812 рањених; заплењено: 600 пушака, 40 пушкомитраљеза и митраљеза, 10 минобацача, 327.000 пушчаних метака, 230 мина за минобацаче и друге опреме. |
| 1. децембар 1944.                    | Чепин                                                                    | напад на посаду насељеног места                | 12. славонска бригада / Немци и усташе |                                                       | одбијен напад; убијено 117 непријатељевих војника, а 6 заробљено; 13 погинулих и 72 рањена борца НОВЈ. |
| 10. децембар 1944.                   | Врбица                                                                   | напад на немачку ауто-колону                   | 12. славонска бригада / немачка дивизијска комора и делови 5. полицијског пука са 250 војника |                                                       | победа партизана; убијена 63 немачка војника; губици НОВЈ: 4 погинула и 35 рањено; заплењено више десетина камиона, 214.000 метака, 1400 мина за минобацаче, 2526 ручних бомби, 118 пушака, 174 противтенковске нагазне мине, 35 ручних противтенковских бацача, 3000 литара бензина, 400 литара моторног уља, 30 кг експлозива, доста цигарета, чоколаде, кафе, бутера и других намирница које су у рату биле реткост.                |
| 14. децембар 1944.                   | Широко Поље                                                              | напад на посаду насељеног места                | 12. славонска бригада / Немци уз подршку тенкова |                                                       | одбијен напад |
| 28. децембар 1944.                   | Левањска Варош и Велико Набрђе                                           | битка                                          | 12. славонска бригада / Немци | Борба код Левањске Вароши и Великог Набрђа            | повлачење Немаца; губици на обе стране; погинуо командант 12. дивизије Милан Станивуковић. |
| 14-16. јануар 1945.                  | Зрињска                                                                  | напад на посаду насељеног места                | 12. славонска бригада / усташка бојна |                                                       | савладана посада места. |
| 6. фебруар 1945 — 10. фебруар 1945.  |                                                                          | одбрана                                        | 12. славонска бригада | Вировитички мостобран, Операција Вукодлак             | неуспешна одбрана |
| 16. фебруар 1945 — 28. фебруар 1945. |                                                                          | маневарска одбрана                             | 12. славонска бригада | Операција Папук                                       | |
| 21. март 1945.                       | Стражеман                                                                | напад на посаду насељеног места                | 12. славонска бригада |                                                       | одбијен напад |
| 28. март - 29. март 1945.            | Јамарице                                                                 | напад на посаду насељеног места                | 12. славонска бригада |                                                       | савладана посада места |
| 9. април 1945.                       | Ветово                                                                   | напад на посаду насељеног места                | 12. славонска бригада |                                                       | одбијен напад |
| 24. април -27. април 1945.           |                                                                          | пробој фронта                                  | 12. славонска бригада | Звонимирова линија                                    | |